# Josefvatnet
69°15′49″N 19°9′25″Ø / 69.26361°N 19.15694°Ø
Josefvatn er en bygd og en sø i Balsfjord kommune i Troms og Finnmark fylke i Norge. Balsfjords administrationscenter, Storsteinnes ligger omtrent ti kilometer syd for Josefvatn, som ligger i 88 meters højde. Der bor omtrent 60-70 personer omkring søen, der har et areal på 3,39 km² og en omkreds på omkring 10,13 km.